# Mamerki
Mamerki (deutsch Mauerwald) ist eine kleine Waldsiedlung („osada leśna“) in der polnischen Woiwodschaft Ermland-Masuren, die zur Stadt- und Landgemeinde Węgorzewo (Angerburg) im Powiat Węgorzewski (Kreis Angerburg) gehört.

## Geographische Lage
Mamerki liegt am Westufer des Mamry (deutsch Mauersee) im Nordosten der Woiwodschaft Ermland-Masuren. Bis zur Kreisstadt Węgorzewo (Angerburg) sind es sieben Kilometer in nordöstlicher Richtung.

## Geschichte
Im Jahr 1874 wurde die Försterei Mauerwald als zugehörig zum Steinorter Forst gegründet. Die kleine Forsthaussiedlung war von Anfang an in den Gutsbezirk und die spätere Landgemeinde Pristanien (1938 bis 1945 Paßdorf, polnisch Przystań) eingegliedert, die zum Kreis Angerburg im Regierungsbezirk Gumbinnen der preußischen Provinz Ostpreußen gehörte.
In Kriegsfolge kam Mauerwald 1945 mit dem südlichen Ostpreußen zu Polen und erhielt die polnische Namensform „Mamerki“. Der Ort ist heute eingebettet in die Stadt- und Landgemeinde Węgorzewo im Powiat Węgorzewski in der Woiwodschaft Ermland-Masuren.

## Masurischer Kanal
Unmittelbar nördlich der Forsthaussiedlung zweigt der Masurische Kanal (polnisch Kanał Mazurski) vom Mauersee in nordwestlicher Richtung ab und endet im heute russischen Staatsgebiet bei Druschba (deutsch Allenburg) im Flüsschen Alle (russisch Lawa).

## OKH Mauerwald

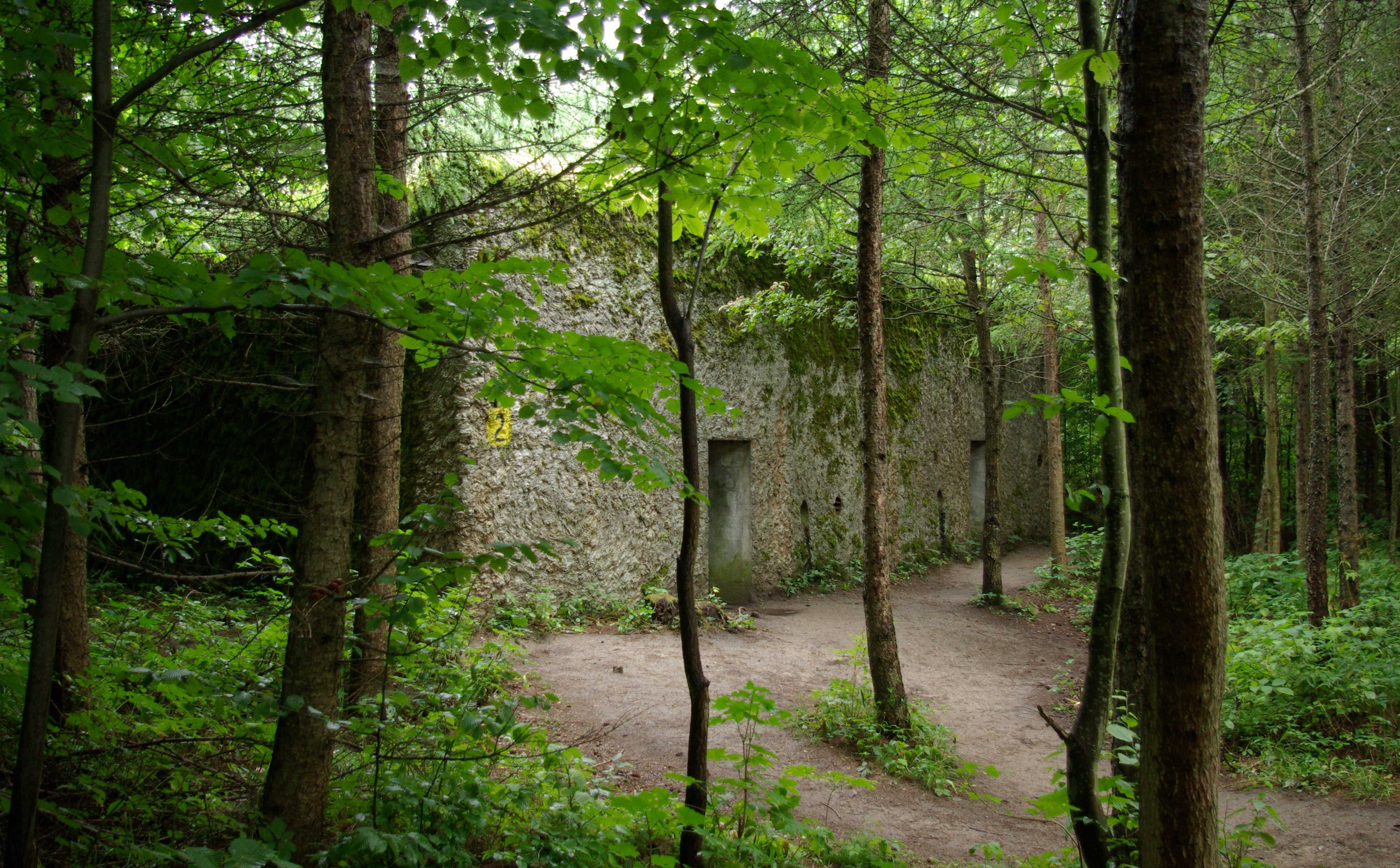
Gebäude im Quartier des Oberkommandos des Heeres Mauerwald

Südwestlich vom Forsthaus Mauerwald befand sich zwischen 1941 und 1944 das Hauptquartier des Oberkommandos des Heeres in nicht weiter Entfernung zum Führerhauptquartier Wolfsschanze unweit von Rastenburg (polnisch Kętrzyn).

## Religionen
Die Försterei Mauerwald war vor 1945 in die evangelische Kirche Engelstein in der Kirchenprovinz Ostpreußen der Kirche der Altpreußischen Union sowie in die katholische Kirche Zum Guten Hirten in Angerburg im Bistum Ermland eingepfarrt.
Das jetzige Mamerki ist Teil der evangelischen Kirche in Węgorzewo, Filialkirche von Giżycko (Lötzen) in der Diözese Masuren der Evangelisch-Augsburgischen Kirche in Polen sowie der katholischen Pfarrei Węgielsztyn im Bistum Ełk (Lyck) der Römisch-katholischen Kirche in Polen.

## Verkehr
Mamerki ist von der Woiwodschaftsstraße DW 650 aus in südlicher Richtung über eine Nebenstraße erreichbar, die über Przystań (Pristanien, 1938 bis 1945 Paßdorf) nach Kamionek Wielki (Ziegelei Steinort) und weiter bis Radzieje (Rosengarten) führt.
Die nächste Bahnstation ist Przystań an der – allerdings nicht mehr regulär betriebenen – Bahnstrecke Kętrzyn–Węgorzewo (Rastenburg–Angerburg).